# Odontophorus melanotis
Az Odontophorus melanotis a madarak osztályának tyúkalakúak (Galliformes) rendjébe és a fogasfürjfélék (Odontophoridae) családjába tartozó faj.

## Rendszerezése
A fajt Osbert Salvin angol ornitológus  írta le 1865-ben.

## Alfajai
- Odontophorus melanotis melanotis Salvin, 1865
- Odontophorus melanotis verecundus J. L. Peters, 1929[2]

## Előfordulása
Közép-Amerikában, Costa Rica, Honduras, Nicaragua és Panama területén honos. A természetes élőhelye szubtrópusi és trópusi síkvidéki és hegyi esőerdők.

## Megjelenése
Átlagos testhossza 22–28 centiméter.

## Külső hivatkozások
- Képek az interneten a fajról
- Internet Bird Collection - videók a fajról
- Xeno-canto.org - a faj hangja